# Меккенбах (Біркенфельд)
Меккенбах (нім. Meckenbach) — громада в Німеччині, розташована в землі Рейнланд-Пфальц. Входить до складу району Біркенфельд. Складова частина об'єднання громад Біркенфельд.
Площа — 3,78 км2. Населення становить 114 ос. (станом на 31 грудня 2020).